# 和歌山県道160号沖野々森小手穂線
和歌山県道160号沖野々森小手穂線（わかやまけんどう160ごう おきののもりおてぼせん）は、和歌山県海南市から和歌山市に至る一般県道である。

## 概要
海南市沖野々から和歌山市森小手穂に至る。
和歌山市馬場 - 和歌山市相坂は離合困難な区間が続き、海南市小野田には普通自動車の通行もおぼつかない、非常に狭い区間がある。このような区間でも、農地や民家があるので生活道路として地元住民が利用している。この区間と対照的なのは 和歌山県道161号小野田内原線との合流地点から東の区間であり、和歌山市と海草郡紀美野町を短絡するルートの一部であるため、２車線であり、それなりに交通量が多い。

### 路線データ
- 起点：海南市沖野々（野上新橋西詰交差点、国道370号上、国道424号交点）
- 終点：和歌山市森小手穂（岡崎交番前交差点、和歌山県道138号和歌山野上線交点）
- 実延長：9.292 km

## 路線状況

### 重複区間
- 国道370号（海南市沖野々・野上新橋西詰交差点（起点） - 海南市阪井・阪井交差点）
- 和歌山県道169号奥佐々阪井線（海南市沖野々・沖野々交差点（起点） - 海南市阪井・阪井交差点）
- 和歌山県道9号岩出海南線（和歌山市境原 - 和歌山市松原）

### 道路施設

#### 橋梁
- 北山橋（亀の川、海南市）
- 広見橋（和田川、和歌山市）

## 地理

### 通過する自治体
- 海南市
- 和歌山市

### 交差する道路
| 交差する道路                                                    | 市町村名 | 交差する場所 | 交差する場所            |
| --------------------------------------------------------------- | -------- | ------------ | ----------------------- |
| 国道370号 重複区間起点 国道424号                                | 海南市   | 沖野々       | 野上新橋西詰交差点      |
| 国道424号 / 旧道 和歌山県道169号奥佐々阪井線 重複区間起点       | 海南市   | 沖野々       | 沖野々交差点            |
| 国道370号 重複区間終点 和歌山県道169号奥佐々阪井線 重複区間終点 | 海南市   | 阪井         | 阪井交差点              |
| 和歌山県道161号小野田内原線                                     | 海南市   | 小野田       | 高橋東交差点            |
| 和歌山県道9号岩出海南線 重複区間起点                            | 和歌山市 | 境原         |                         |
| 和歌山県道9号岩出海南線 重複区間終点                            | 和歌山市 | 松原         |                         |
| 和歌山県道13号和歌山橋本線                                      | 和歌山市 | 森小手穂     | 和歌山南SIC入口西交差点 |
| 和歌山県道138号和歌山野上線                                     | 和歌山市 | 森小手穂     | 岡崎交番前交差点 / 終点 |

### 交差する鉄道
- 和歌山電鐵貴志川線

### 沿線
- 和歌山市立安原小学校
- 和歌山信愛女子短期大学
- 和歌山市立東中学校
- 和歌山電鐵貴志川線 岡崎前駅
- 和歌山県立和歌山東高等学校